# Панрианг
Панрианг — населённый пункт в Южном Судане, административный центр округа Панрианг (округ) и административного района Рувенг.

## Демография
Население по переписи 2008 года: 82 443 человека. Прогноз численности населения на 2020 г.: 127 465 человек. Этнические группы и языки: динка (рувенг/панаруу). Цифры перемещённых лиц: 21 467 перемещённых лиц и 14 129 репатриантов (1 квартал 2020 г.)

## География
Он граничит со штатом Юнити (округи Рубкона и Гуит) на юге, штатом Верхний Нил (округ Паньиканг) на востоке и штатом Джонглей (округ Фангак) на юго-востоке. Северная окраина графства является частью международной границы с Суданом.
Северная половина округа Парианг попадает в зону жизнеобеспечения восточных пойм, а южная половина — в зону рек Нил-Собат. Низменные равнины Восточной поймы подвержены затоплению даже при небольших дождях. Отступающие воды оставляют после себя плодородную суглинистую почву, однако наводнения, как правило, ограничивают сельскохозяйственную деятельность. Несмотря на это, по сравнению с другими округами штата Юнити, в Парианге не так много заболоченных участков, что облегчает передвижение по суше.

## Экономика
Жители округа Парианг в основном занимаются агроскотоводством, а также занимаются рыбной ловлей. Основными выращиваемыми культурами являются кукуруза, сорго и овощи, включая бамию, вигну и тыкву. Люди пасут в основном коз, а некоторые также держат крупный рогатый скот и овец. Набеги скота и конфликты из-за ресурсов часто сопровождают сезонную миграцию стад в Большой Бахр-эль-Газаль.
Торговля дровами, слоновьей травой и случайный заработок являются обычными средствами, с помощью которых более бедные домохозяйства пополняют свой доход. В отчёте IPC за сентябрь 2015 г. установлено, что жители уездов Абиемнхом, Майом, Парианг , Паньиджиар и Рубкона полагаются на следующие источники дохода: продажа дров, древесного угля или травы (35 %); продажа скота и продукции животноводства (14 %); продажа алкогольных напитков (12 %); продажа рыбы (9 %), сельское хозяйство (9 %); случайный труд (6 %); подарки, займы, попрошайничество или продажа продовольственной помощи (3 %).
В 2016 году, по прогнозам IPC, округ находится на кризисном уровне (фаза 3 IPC) отсутствия продовольственной безопасности. В 2020 году из-за постоянного перемещения и отсутствия безопасности прогнозы ИКФ остаются на уровне кризиса (Фаза 3 ИКК), по крайней мере, до середины года. Отсутствие безопасности в округе привело к снижению урожайности в сочетании с давлением тысяч беженцев и ВПЛ, поселившихся в этом районе.

## Гуманитарная обстановка
Округ Парианг обладает значительными нефтяными ресурсами, в том числе месторождение Тор на западе округа, на которое повлияло загрязнение нефтью земель и водных источников. Также считается, что разливы нефти до сих пор приводили к проблемам со здоровьем у некоторых жителей и домашнего скота в Парианге. Загрязнение также привело к перемещению местных жителей, ищущих чистую воду и незагрязнённые земли для возделывания. Местные жители иногда прерывали добычу нефти в знак протеста против ухудшения состояния окружающей среды.
В 2012 году вся добыча нефти в Южном Судане была остановлена из-за спора с Суданом, а часть добычи возобновилась в 2013 году, в том числе на нефтяном месторождении Тор в округе Парианг. Внезапные остановки производства и последующие нападения во время гражданской войны в Южном Судане привели к серьёзному повреждению трубопроводов нефтяных месторождений. После боевых действий в 2015/16 г. поля так и не были отремонтированы должным образом, и есть сообщения о том, что отходы сбрасываются в открытые ямы, а не в закрытые свалки, что приводит к дальнейшему загрязнению и представляет значительный риск для здоровья жителей близлежащих районов. По состоянию на июнь 2020 года, хотя нефтяные месторождения, как сообщается, находятся в эксплуатации, разливы и ущерб окружающей среде продолжаются.
Согласно Обзору гуманитарных потребностей (HNO) УКГВ на 2020 год, 204 000 человек в Парианге испытывают значительные гуманитарные потребности, что является одним из самых высоких показателей в стране. Это составляет почти 78 % предполагаемого населения округа, указанного в HNO. Начиная с 2011 года округ Парианг принял более 70 000 беженцев из Судана, которые поселились в лагере беженцев Йида, в основном нубийцев, спасающихся от боевых действий между Суданскими вооружёнными силами и НОДС-Север. Лагерь беженцев Йида расположен на севере округа, в районе, подверженном наводнениям, из-за чего доступ к этому участку ограничен. Дороги вокруг лагеря были отремонтированы для облегчения доставки гуманитарной помощи беженцам. В лагере также есть местные рынки, которые поддерживают как беженцев, так и принимающую общину.

## Конфликты
Напряжённость между принимающим сообществом и перемещённых лиц растёт из-за ограниченности инфраструктуры, услуг и ресурсов в округе. Исторически конфликт и насилие в округе Парианг были связаны с угоном скота и пограничными спорами, а также напряжённостью в связи с загрязнением окружающей среды нефтью и разногласиями по поводу распределения доходов от продажи нефти.
Общины динка обычно сталкиваются с тремя отдельными группами. Во-первых, это трансграничная напряжённость с общинами миссерия в Судане, как правило, из-за пастбищ и доступа к воде для скота. Во-вторых, существует конфликт из-за крупного рогатого скота с общинами Рейзигат и Амбароро в северо-западной части округа. Наконец, общины панаруу-динка занимаются угоном скота вместе с другими группами нуэр из других районов штата Юнити, в частности с бул-нуэр из округа Майом. Отсутствие чётких исторических границ, воздействие нефти на качество воды и, как следствие, отсутствие продовольственной безопасности и перемещение населения усугубили эти конфликты.
Боевые действия вспыхнули в округе в декабре 2013 года, когда около 400 перебежчиков с базы НОАС на севере округа двинулись на юг, напав на сторонников НОАС в деревне Паньянг, а затем в городе Парианг. Округ Парианг преимущественно контролировался НОАС во время гражданской войны, хотя у него также была основная база НОАС-ИО в штате Юнити в Панакуаке/Панакуаче на юго-западе округа. В июне 2015 года НОАС вытеснила НОАС-ИО со своей базы и пересекла границу в Судан, где они создали базу в Гариа недалеко от города Карасан в Южном Кордофане. UN Mine Action работает над обезвреживанием наземных мин и других взрывоопасных пережитков войны, которые, как сообщается, остались в Парианге (а также в Майоме, Бентиу, Абиемнхоме и Леере).
В дополнение к приёму беженцев из Судана, графство испытывает постоянные волны внутреннего перемещения из-за конфликтов. Большинство ВПЛ были выходцами из уездных паямов Ньиель, Биу, Алини и Вункур или из Бентиу, Малакала, Леера и Рубконы. И принимающее население, и большинство (98 %) ВПЛ являются этническими динка и исповедуют христианство. 22 февраля 2020 года президент Сальва Киир учредил административный район Рувенг, население которого составляют в основном рувенг/панаруу-динка. РАА граничит с общинами нуэр на юге. Северное Единство уже давно страдает от земельных споров из-за нечёткой демаркации границ между Рубконой, Гуитом и Париангом. Некоторые критики утверждают, что с лидерами общин из этих округов не консультировались при создании административного района и проведении границ, предупреждая, что отсутствие консультаций может вызвать напряжённость и потенциально перерасти в новый конфликт.

## Дороги и транспорт
В дополнение к нескольким второстепенным дорогам, проходящим в пределах графства, в частности, Парианг соединяется с Бентиу через главную дорогу и Малакаль на востоке через второстепенную дорогу. Дороги доступны только в сухой сезон.
Признанные UNHAS вертолётные площадки и взлётно-посадочные полосы: Yida (только для вертолётов), Ajuong Thok (только для вертолётов).